# مکسین واترز
مکسین واترز (به انگلیسی: Maxine Waters) نمایندهٔ حوزه انتخابیه کالیفرنیا از حزب دموکرات ایالات متحده آمریکا در مجلس نمایندگان ایالات متحده آمریکا است که برای نخستین‌بار در ۸ ژانویه ۱۹۹۱ میلادی به‌عضویت این مجلس درآمد.